# Fábrica de Combustível Nuclear de Resende

A Fábrica de Combustível Nuclear de Resende (FCN) é uma fábrica de combustíveis nucleares situada na localidade de Engenheiro Passos, no município brasileiro de Resende (RJ). A FCN é composta por três unidades e tem uma capacidade de produção de 280 toneladas de urânio por ano. Atualmente, a FCN foi modernizada e produz na Unidade de Componentes e Montagem os componentes e as unidades de montagem de barras de combustível e os elementos combustíveis para os reatores nucleares do Brasil. A Unidade de Reconversão e Produção de Pastilhas está em funcionamento desde 1999, com uma capacidade de 160 toneladas de pastilhas de UO2 ao ano. A linha de reconversão de UO2 utiliza o processo AUC. A Fábrica de Combustível Nuclear também produz outros componentes de elementos de combustível, como bicos superiores e inferiores, grelhas e tampões para as demandas de exportação. Anteriormente, o Brasil forneceu urânio, que é transportado para o Canadá, onde é convertido em gás hexafluoreto, e depois para o Reino Unido, para o enriquecimento, antes que ele retorne ao Brasil para a fabricação em elementos de combustível.
A unidade tem um programa de segurança nuclear interno e um externo, para o monitoramento ambiental. Um sistema de contabilidade nuclear, internamente implementado, exigidos pela Comissão Nacional de Energia Nuclear (CNEN) e supervisionado pela Agência Internacional de Energia Atômica (AIEA) realiza continuamente o equilíbrio do material em transformação, com uma precisão de décimos de miligramas.
As ultracentrífugas de enriquecimento de urânio da fábrica são fornecidas pelo Programa Nuclear da Marinha, único produtor das máquinas no país. A produção de urânio enriquecido em Resende é separada da produção no Centro Industrial Nuclear de Aramar, que abastecerá o submarino nuclear brasileiro.

## As inspecções da AIEA
No final de 2003 a Agência Internacional de Energia Atômica (AIEA) estava negociando com o governo brasileiro para garantir que as instalações de enriquecimento de urânio, que começou a funcionar em 2005, fossem devidamente salvaguardadas.
Em abril de 2004, o governo brasileiro negou o acesso dos inspetores da AIEA à usina de enriquecimento de urânio que está sendo construída em Resende. A planta, prevista para entrar em operação em outubro de 2004, continua sujeita às inspecções da AIEA destinados a assegurar que não será usada para a produção de material para armas nucleares. Em fevereiro e março de 2004, o Brasil recusou permissão aos inspetores da AIEA para que vissem o equipamento na planta, citando a necessidade de proteger informações confidenciais. A AIEA havia enviado inspectores à Resende, que encontraram porções significativas das instalações e do seu conteúdo protegido de vista. Paredes tinham sido construídas e revestimentos cobrindo equipamentos.
Em novembro de 2004, a AIEA foi capaz de chegar a um acordo em princípio com o governo brasileiro em uma abordagem de salvaguardas para verificar as instalações de enriquecimento na instalação de Resende. Esta abordagem permitirá à AIEA fazer inspeções críveis mas ao mesmo tempo cuidar das necessidades do Brasil de proteger determinadas sensibilidades comerciais dentro da instalação.